# Кенгирское
Кенгирское (каз. Кеңгір) — село в Улытауской области Казахстана. Находится в подчинении городской администрации Жезказгана. Административный центр Кенгирского сельского округа. Расположено между городами Жезказган и Сатпаев. Код КАТО — 351839100.

## Население
В 1999 году население села составляло 2441 человек (1303 мужчины и 1138 женщин). По данным переписи 2009 года, в селе проживали 2393 человека (1200 мужчин и 1193 женщины).